# Bogdan Jóźwiak
Bogdan Jóźwiak (ur. 17 lipca 1970 w Raciążu) – polski piłkarz, występujący na pozycji pomocnika, trener. 

## Kariera
Karierę zawodniczą rozpoczynał w Błękitnych Raciąż. Potem kolejno grał w następujących klubach: Wisła Płock, Widzew Łódź, Hapoel At-Tajjiba, Hapoel Kefar Sawa, Petrochemia Płock i RKS Radomsko. W Ekstraklasie rozegrał 165 spotkań, strzelając w nich 12 goli.
Od 16 kwietnia 2009 do 12 czerwca 2014 był trenerem III-ligowej Warty Sieradz. Od 15 kwietnia 2017 jest trenerem Lechii Tomaszów Mazowiecki.
W kwietniu 2011 został skazany za korupcję w sporcie. Od 30 grudnia 2019 roku do 27 lipca 2020 roku był trenerem drugoligowej Legionovii Legionowo. 4 listopada został szkoleniowcem 3. ligowego Ursusa Warszawa. 22 czerwca 2022 roku objął grający w IV lidze łódzkiej GKS Bełchatów, z którym w sezonie 2022/2023 awansował do III ligi. Pracował w tym klubie do 27 kwietnia 2024. W grudniu tego samego roku został trenerem Świtu Nowy Dwór Mazowiecki 